# 路德維希·阿洛伊斯 (霍恩洛厄-瓦爾登堡-巴滕施泰因)

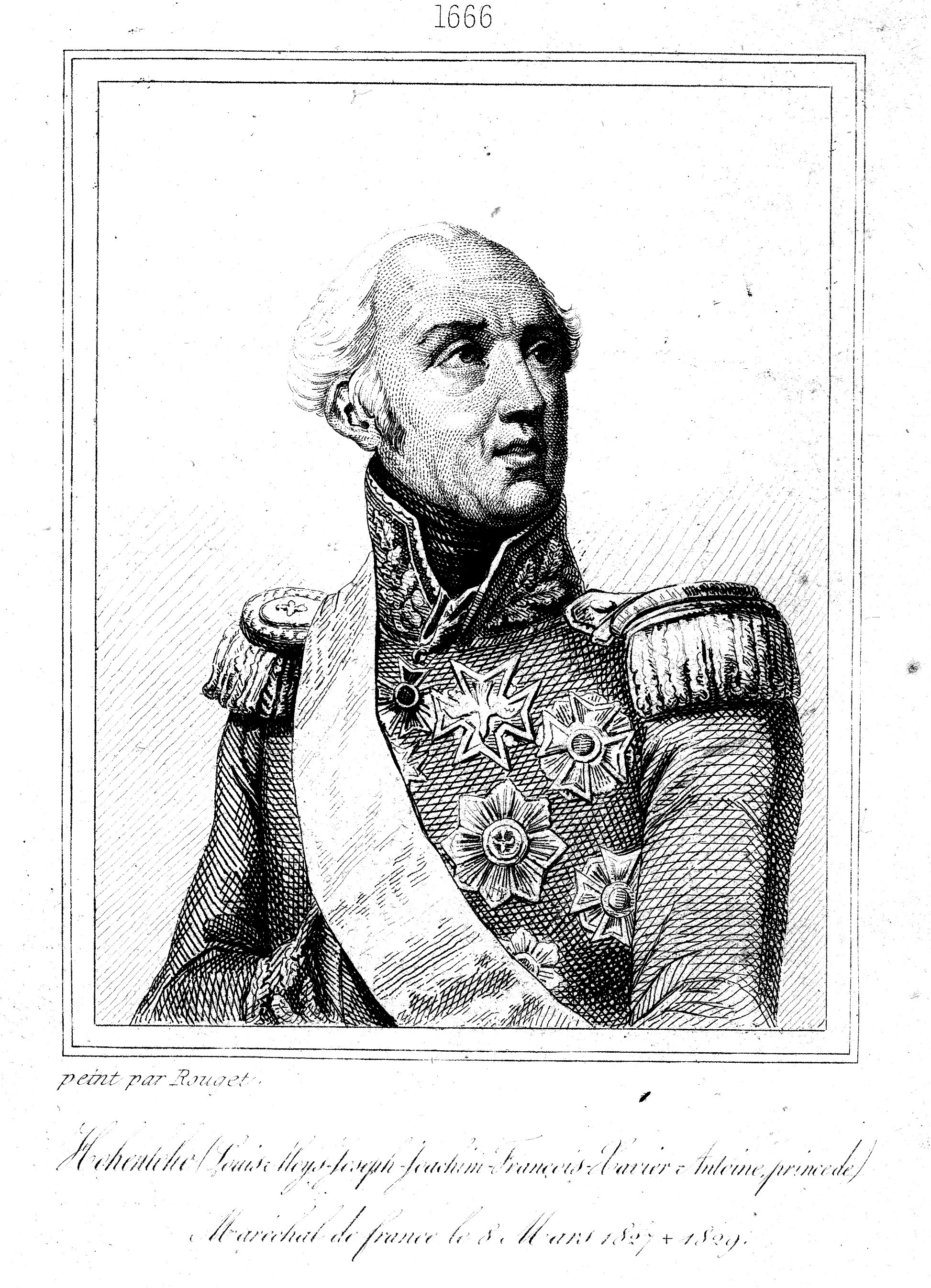
路德維希·阿洛伊斯

路德維希·阿洛伊斯（德語：Ludwig Aloys zu Hohenlohe-Waldenburg-Bartenstein，1765年8月18日—1823年5月30日），德国貴族，出生在神圣罗马帝国的施罗茨贝格，後加入法國陸軍，成為法国元帅。
出身自霍恩洛厄家族，他的父親是霍恩洛厄-瓦爾登堡-巴滕施泰因伯爵路德維希·利奧波德，母親是波呂克塞娜·馮·林堡-斯提隆（Polyxena von Limburg-Stirum）。

## 生平

### 军事生涯
1784年，霍恩洛厄进入普法爾茨服役，1792年辞职，移居法国的父亲提拔他以上校军衔指挥一个法国陆军团，1792–93年在孔代亲王指挥下战绩辉煌，特别是在攻占维桑堡防线。
后来他进入荷兰军队服役，当让-夏尔·皮舍格吕将军几乎包围他的军队时，他从博默勒瓦尔德岛巧妙的撤退到瓦尔河。在荷兰投降后，霍亨洛厄加入了奥地利军队，参加了1794年至1798年的战斗。第二年，他被奥地利的卡尔大公任命为少将（major-general）。1806年霍亨洛厄晋升为奥地利陆军中将（Feldmarshallleutnant），次年他被任命为加里西亚总督。

### 法国国籍
拿破仑提出恢复霍亨洛厄的霍恩洛厄-巴滕施泰因公国，条件是他支持萊茵联盟，但他拒绝了，最后与符腾堡联合。霍亨洛厄进入法国军队，军衔中将（lieutenant general），拿破仑倒台后，1814年波旁王朝复辟，第二年他晋升为军团长，参加了1823年的西班牙战役。同年他入籍法国，被封为法国贵族，在1827年被授予法国元帅头衔。霍亨洛厄1829年死于法国东北部吕内维尔。